# INTP
Cet article concerne un type psychologique de la classification Myers-Briggs. Pour le type socionique INTp, voir Socionique.
INTP (acronyme en anglais « introversion, intuition, thinking, perceiving » signifiant Introversion, Intuition, Pensée, Perception) est une abréviation utilisée dans le cadre du Myers-Briggs Type Indicator (MBTI) au sujet de l'un des 16 types psychologiques de ce test. Il est l'un des quatre types appartenant au tempérament Rationnel.
Selon le système MBTI, les INTP constituent environ 3 % de la population, et les INTP masculins sont significativement plus nombreux que les INTP féminins.

## Préférences du INTP
- I — Introversion préférée à l'extraversion : les INTP sont généralement discrets et réservés. Ils préfèrent interagir avec quelques amis dont ils sont proches qu'avec un large cercle de connaissances, et ils dépensent de l'énergie lors de leurs relations en société[3].
- N — Intuition préférée à la sensation (la lettre N est utilisée puisque le I est déjà utilisé pour l'introversion) : les INTP sont davantage abstraits que concrets. Ils concentrent leur attention sur l'image globale d'une chose ou d'une situation plutôt que sur ses détails, sur le contexte plutôt que sur la chose en elle-même, sur les possibilités futures plutôt que sur les réalités immédiates[4].
- T — Pensée (en anglais : thinking) préférée au sentiment : les INTP placent les critères objectifs au-dessus des préférences personnelles. Lorsqu'ils prennent une décision, ils accordent une importance plus grande à la logique qu'à des considérations sociales et/ou passionnelles[5].
- P — Perception préférée au jugement : les INTP retiennent leur jugement et mettent du temps à prendre des décisions importantes, préférant garder un maximum de possibilités ouvertes au cas où les circonstances changeraient[6].

## Caractéristiques

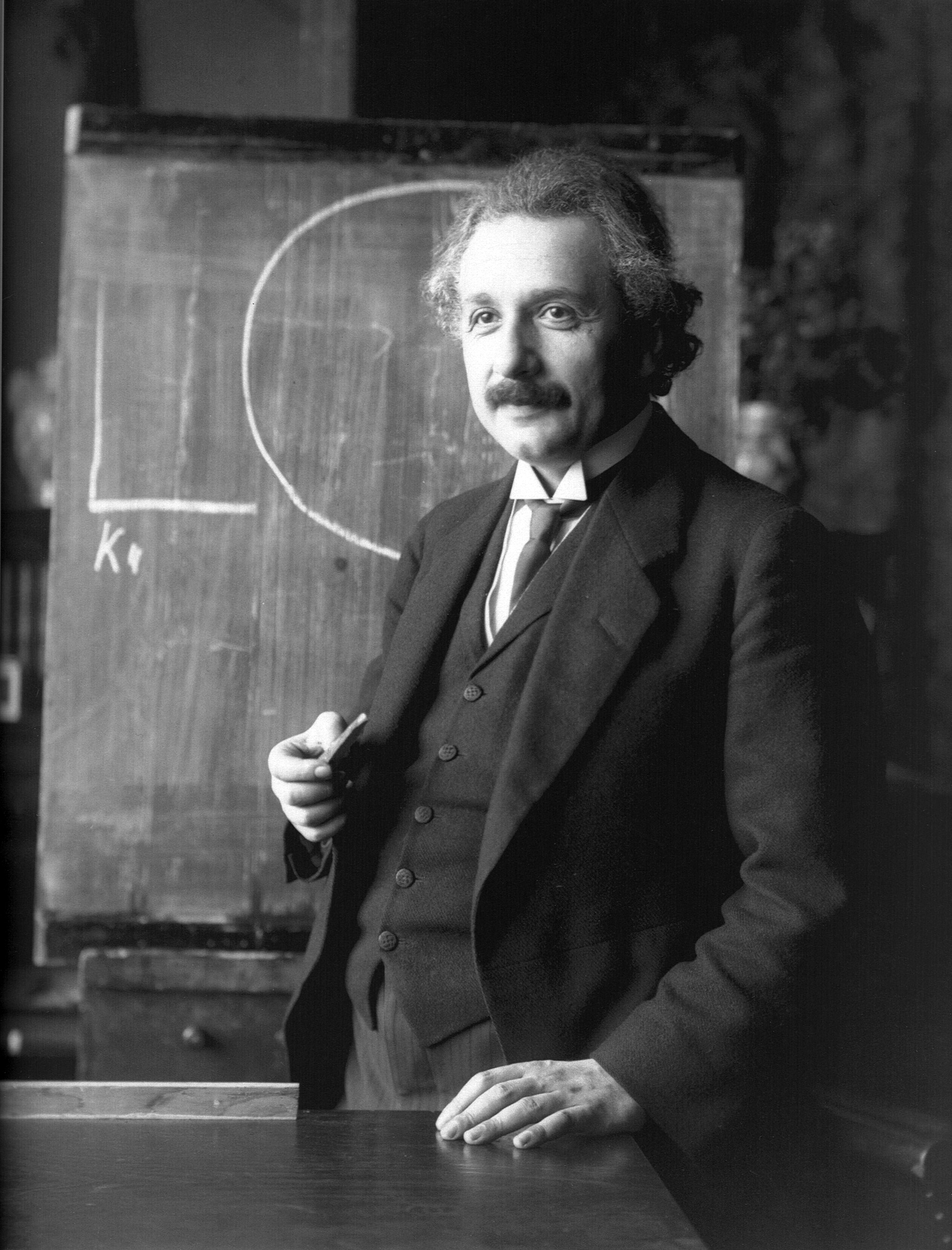
Le psychologue David Keirsey a identifié Albert Einstein comme INTP. Cependant, si l'on suit les règles du MBTI, seul le passage du test permet d'identifier avec certitude un type de personnalité.

Les INTP sont des personnes discrètes, pensives, enclines à l'esprit d'analyse. Ils aiment passer de longs moments seuls, à travailler sur des problèmes auxquels ils élaborent des solutions. Ils sont curieux à propos des systèmes et de la façon dont les choses fonctionnent. Ce tempérament les conduit souvent à travailler dans des domaines tels que la recherche scientifique, l'architecture et la philosophie. Toutefois, ils sont moins à l'aise dans des situations de groupe, bien qu'ils aiment se retrouver en compagnie de personnes partageant les mêmes centres d'intérêt qu'eux. Ils accordent une grande valeur à l'autonomie, tant pour eux-mêmes que chez les autres. Ils réagissent à toute tentative de les conformer en étant encore moins conformistes qu'ils ne le seraient autrement. Ils font preuve d'impatience à l'égard de la bureaucratie, des hiérarchies rigides et des règlements en général. Les titres, la hiérarchie, les positions sociales, ou la tradition les influencent peu, et les INTP ignorent ou s'opposent souvent à l'autorité fondée sur de telles choses si ce n'est pas rationnellement justifié. Les INTP ne sont guère patients à l'égard des coutumes sociales qui ne semblent pas, à leurs yeux, avoir de sens logique. Cette partie de leur tempérament peut leur donner un air étrange aux yeux des individus de type Gardien, dont les personnalités, à l'opposé de celles des INTP, reposent sur la Sensation et sur le Jugement, et qui, eux, acceptent l'autorité et la tradition. Généralement, les INTP préfèrent travailler de manière horizontale, en entretenant des rapports professionnels avec des collègues qu'ils considèrent comme des égaux.
La compréhension des INTP, sur n'importe quel sujet, s'organise autour de principes logiques articulés les uns aux autres. Ils comprennent naturellement les constructions théoriques complexes et parviennent à les simplifier lorsqu'ils doivent les expliquer à d'autres, tout spécialement à l'écrit. Cependant, leur capacité à saisir intuitivement des idées complexes peut les pousser à expliquer des choses simples de manière excessivement détaillée, et les auditeurs peuvent penser que l'INTP qui leur fait face rend les choses plus compliquées qu'elles ne le sont vraiment. Pour les INTP, cependant, cette déception est incompréhensible : ils se contentent de décrire toute l'information.
Étant donné leur caractère fondamentalement indépendant, les INTP préfèrent travailler seuls plutôt qu'en groupe. Ils font cependant parfois de bons chefs d'équipe ou managers du fait de leur détachement émotionnel et de l'agilité de leur perception. Lorsqu'ils interagissent avec les autres, s'ils sont concentrés sur la recherche d'information, ils peuvent sembler distraits, absents, ou même rebelles, alors qu'ils se concentrent sur l'écoute et la compréhension de ce qu'on leur dit. Néanmoins, l'intuition extravertie des INTP leur donne un certain esprit de malice et d'ingéniosité. Ils peuvent ainsi désamorcer des conflits potentiels avec des remarques ou des références comiques. Ils peuvent posséder un certain charisme, en dépit de leur caractère réservé, et sont quelquefois surpris par l'estime dans laquelle leurs collègues ou leurs amis les tiennent.
Les INTP aiment comprendre une discussion ou un problème donné sous tous les angles possibles. Leur impatience à l'égard d'idées qui leur semblent indéfendables peut les rendre particulièrement dévastateurs dans le contexte d'un débat. Lorsqu'un INTP est insulté, il répondra par une critique brève et tranchante. Il sera, après ce genre d'incident, aussi déconcerté que la personne visée par la remarque, car il aura conscience d'avoir violé les règles du débat et exposé son émotion nue. Pour les INTP, la place des émotions constitue un problème crucial : ils considèrent que celles-ci, si elles sont mal gérées, ne peuvent causer que des problèmes et des disputes. Bien que les émotions constituent une part importante de leur vie intérieure et qu'ils les partagent parfois avec d'autres, les INTP estiment qu'elles ne doivent pas être exprimées d'une façon qui risque de les désavantager.
Selon une étude de 1962 citée par Myers, de tous les types, les INTP obtiennent systématiquement les scores de QI les plus élevés après les INTJ. Les INTP obtiennent également des classements élevés aux tests de créativité.

## Fonctions cognitives
D'après les développements les plus récents, les fonctions cognitives des INTP s'articulent comme suit :

### Dominante: pensée introvertie (Ti)
La pensée introvertie recherche la précision, par exemple celle du mot juste pour exprimer une idée avec exactitude. Elle remarque les menues distinctions qui définissent l'essence des choses, puis les analyse et en opère la classification. La pensée introvertie examine une situation sous tous les aspects, cherche à résoudre des problèmes avec le minimum d'efforts et de risques. Elle recourt à des modèles pour remédier aux flottements et inconsistances du raisonnement logique. En tant que penseurs introvertis, les INTP passent la plus grande part de leur temps et de leur énergie à penser un monde intérieur, fait de principes logiques et de catégories, bâti dans un effort de compréhension du monde extérieur.

### Auxiliaire: intuition extravertie (Ne)
L'intuition extravertie trouve et interprète le sens caché d'un objet, d'un propos ou d'une situation, raisonnant à partir de la question « Et si... ? » pour explorer d'éventuelles alternatives et faire coexister de multiples possibilités. Ce jeu de l'imagination tisse la toile de l'expérience et d'une certaine perspicacité pour former un nouveau schéma d'ensemble, qui peut devenir un catalyseur pour l'action. L'intuition extravertie est calme, articulée, et consciente des liens qui relient des faits ou des objets. Elle donne aux INTP une saisie immédiate des modèles du monde autour d'eux. Les INTP utilisent leur intuition pour transformer des données empiriques brutes en représentations cohérentes, desquelles dérivent des principes universels. Ils peuvent retourner un problème donné sous toutes les coutures pendant un temps très long, jusqu'à ce que la réponse leur vienne d'un coup, par une intuition soudaine.

### Tertiaire: sensation introvertie (Si)
La sensation introvertie collecte les données du moment présent et les compare avec celles des expériences passées. Ce processus fait remonter à la surface des sentiments associés à des souvenirs que le sujet revit en se les remémorant. Cherchant à protéger ce qui lui est familier, la sensation introvertie identifie dans l'histoire des buts et des attentes en vue d'évènements futurs. La fonction Si permet aux INTP d'opérer de vives observations. Avec leur sensation introvertie, les INTP recueillent des données empiriques, utilisent des outils physiques, perçoivent des relations physiques, et conçoivent leur propre logique interne de façon spatiale.

### Inférieure: sentiment extraverti (Fe)
Le sentiment extraverti recherche le lien social et crée d'harmonieuses interactions par un comportement poli et adapté. Il répond aux désirs explicites (et implicites) des autres, ce qui peut donner lieu à un conflit interne entre les propres besoins du sujet et le désir de satisfaire ou de comprendre ceux des autres. La fonction Fe conduit les INTP à apprécier l'harmonie dans la ou les communautés dont ils font partie. Lorsqu'ils sont le plus relaxés qu'ils puissent être, les INTP peuvent devenir charismatiques et ouverts aux autres, parmi leurs amis ou dans un groupe où ils possèdent un rôle clairement défini. En revanche, soumis à une situation de stress, les INTP peuvent se sentir déconnectés par rapport aux gens qui les entourent (voire de se renfermer sur eux-mêmes), ce qui les rend incapables d'utiliser leur sentiment extraverti pour interagir avec les autres. Étant une fonction inférieure, le sentiment peut constituer un point faible : lorsqu'il se sentira menacé, l'individu INTP se cachera derrière une logique sans faille. Ils peuvent ainsi mettre leurs émotions entre parenthèses pour préserver l'harmonie générale. Cependant, s'ils échouent à gérer ces émotions qu'ils cachent, celles-ci peuvent resurgir soudainement de façon enfantine à destructrice.

### Fonctions secondaires
D'après les développements les plus récents, notamment les travaux de Linda V. Berens, ces quatre fonctions additionnelles ne sont pas celles auxquelles les INTP tendent naturellement, mais peuvent émerger en situation de stress. Pour les INTP, ces fonctions s'articulent comme suit :
- Pensée extravertie (Te) : la pensée extravertie organise et planifie les idées pour assurer une poursuite efficace et productive d'objectifs donnés. Elle cherche des explications logiques aux actions, évènements et conclusions, et y identifie de possibles erreurs ou sophismes[17].
- Intuition introvertie (Ni) : attirée par des dispositifs ou actions symboliques, l'intuition introvertie opère la synthèse de couples de contraires pour créer dans l'esprit des images neuves. De ces réalisations provient une certaine forme de certitude, qui demande des actions ou des expériences pour nourrir une éventuelle vision de l'avenir ; de telles réalisations peuvent inclure des systèmes complexes ou des vérités universelles[18].
- Sensation extravertie (Se) : la sensation extravertie se concentre sur les expériences et les sensations du monde physique et immédiat. Pourvue d'une conscience aigüe de ce qui entoure l'individu, elle lui apporte des faits et des détails pouvant constituer le moteur d'actions spontanées[19].
- Sentiment introverti (Fi) : le sentiment introverti filtre les informations à partir d'interprétations sur la valeur, formant des jugements en accord avec des critères souvent intangibles. Cette fonction balance constamment entre deux impératifs différents, tels que le désir d'harmonie et celui d'authenticité, conflits interne. Adapté aux distinctions subtiles, le sentiment introverti sent instinctivement ce qui est vrai ou faux dans une situation donnée[20].

## Dynamique
La dynamique du type fait référence à des interrelations ayant lieu entre les quatre fonctions cognitives d'un même type psychologique. Loin d'être un simple calcul combinatoire, le type fait émerger un système complexe, mêlant perception et jugement, qui explique les similarités et les différences entre les types. Toutefois, la dynamique du type n'a recueilli que peu de données empiriques prouvant sa valeur scientifique, et tient davantage lieu de modélisation mathématique que d'une théorie donnant sens à des constats divers. Malgré cela, elle demeure indélogeable de la communauté du Myers-Briggs.
Considérons, comme un exemple pratique de dynamique des types, deux des quatre types connus comme « penseurs introvertis » : ISTP et INTP. Ils partagent une même fonction dominante, celle de la pensée introvertie (Ti), qui leur donne une saisie immédiate des principes à l'œuvre derrière les phénomènes. Les ISTP, avec leur préférence pour la sensation extravertie, aiment comprendre des systèmes physiques et mécaniques, tandis que les INTP, avec leur intuition extravertie, aiment comprendre des systèmes théoriques. Les ISTP sont souvent très doués pour utiliser des matériaux ou des outils physiques, de la façon la plus efficace possible, afin de construire des projets et d'atteindre des buts donnés. Les INTP, eux, préfèrent utiliser « le bon outil pour le bon travail », mais utilisent également leur intuition pour résoudre des problèmes. Ils sont particulièrement à l'aise avec des outils virtuels (et non physiques) et, pour cette raison, apprécient la technologie en général.
Leur talent pour l'improvisation peut les conduire à frustrer sans le vouloir les ESTJ et les ISTJ, dans la mesure où ces types de personnalité ne réalisent pas de "sauts" intuitifs, alors que cette façon de raisonner est naturelle aux INTP. D'un autre côté, les ESTJ et ISTJ sont prompts à faire remarquer, non sans suffisance, que les INTP s'arrêtent au beau milieu d'un projet pour consulter les instructions données tout au départ, alors qu'eux-mêmes (les types STJ) commencent du début.

## INTP célèbres
Bien que seul le passage du test MBTI permette d'identifier avec certitude un type de personnalité, plusieurs praticiens ont tenté de déterminer le type de certains personnages célèbres à partir d'éléments biographiques. Le psychologue américain David Keirsey a ainsi identifié de nombreux INTP célèbres.

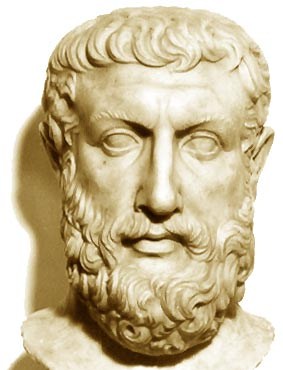
Parménide, philosophe grec.
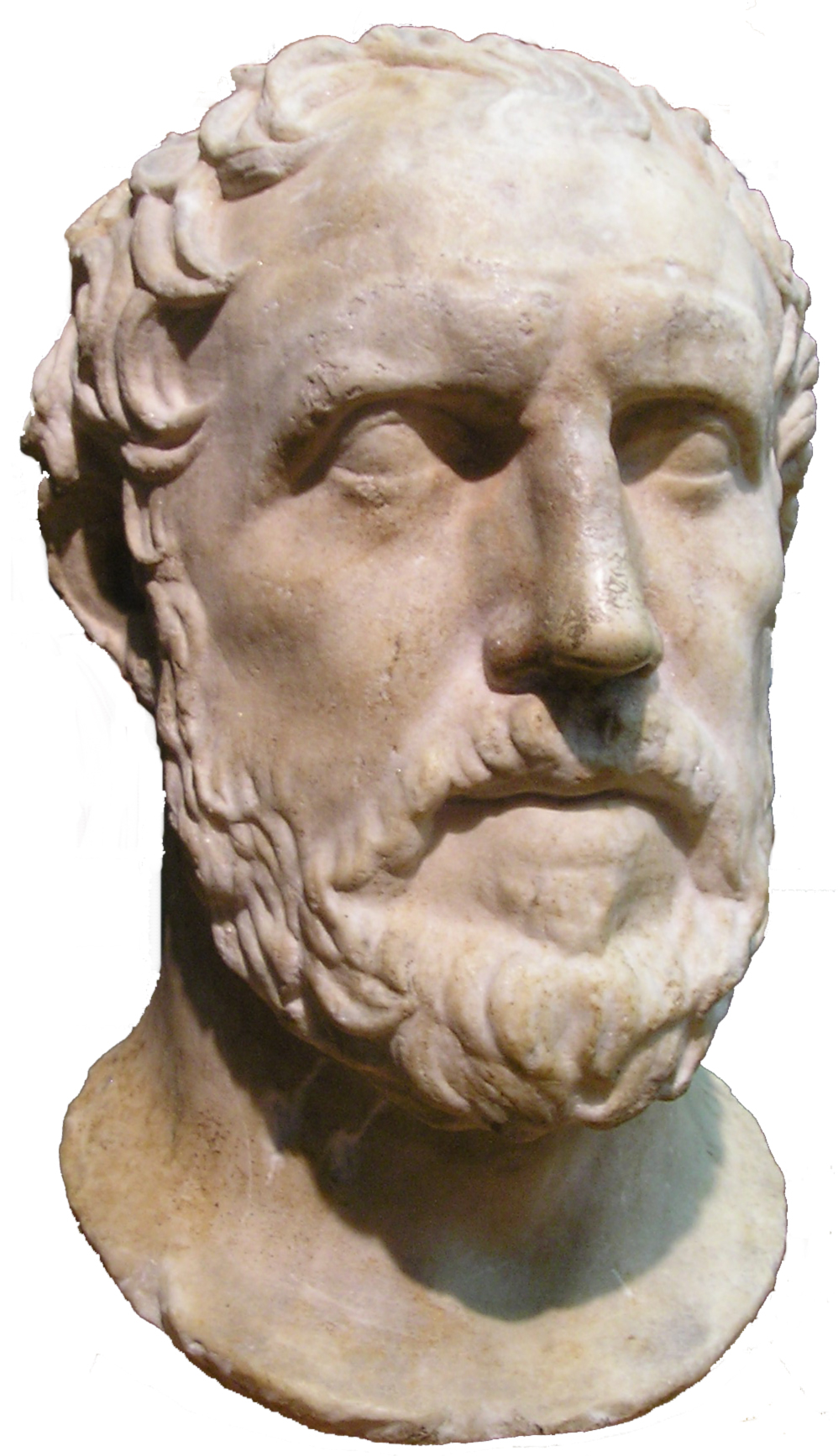
Thucydide, historien grec.
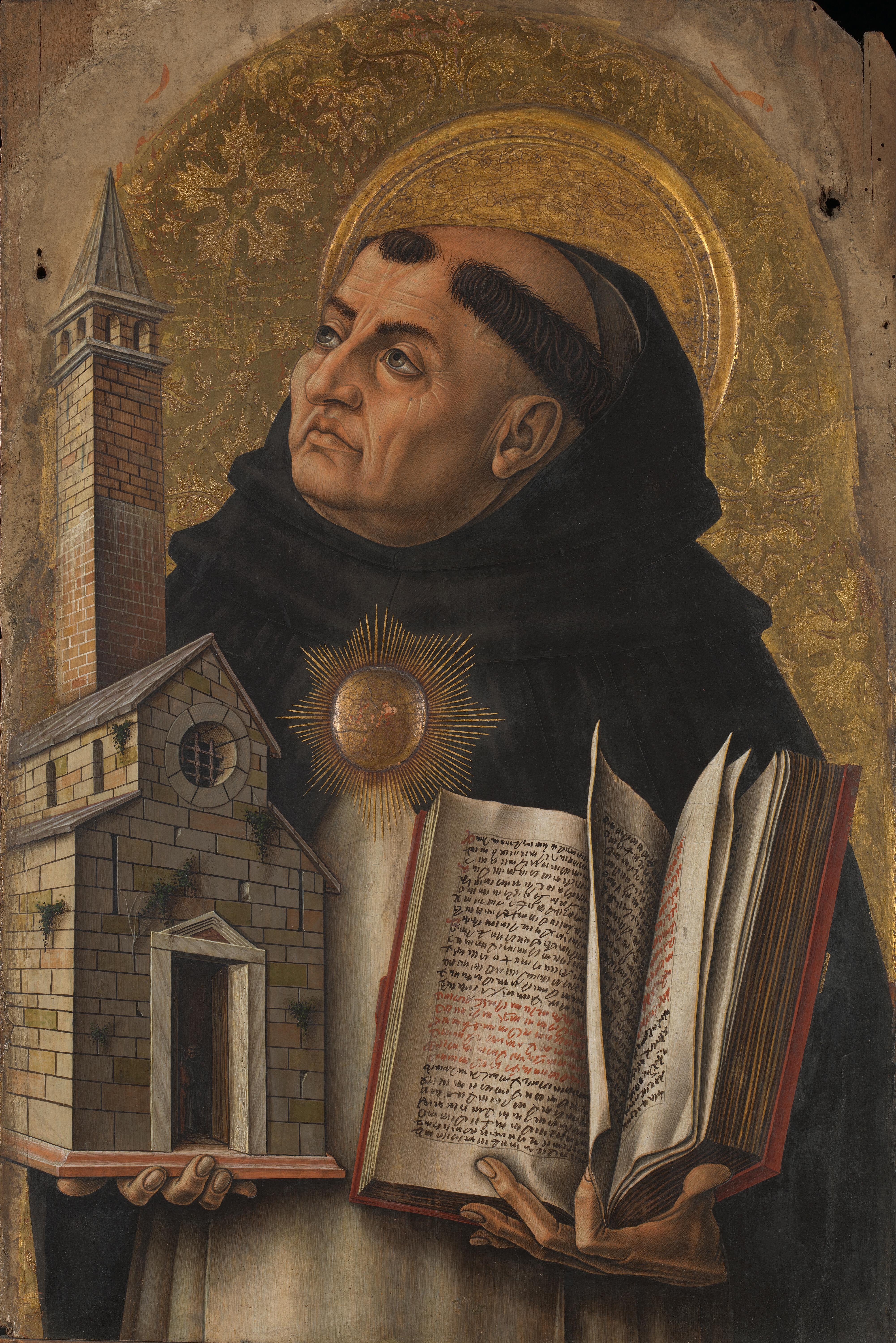
Thomas d'Aquin, philosophe et théologien.
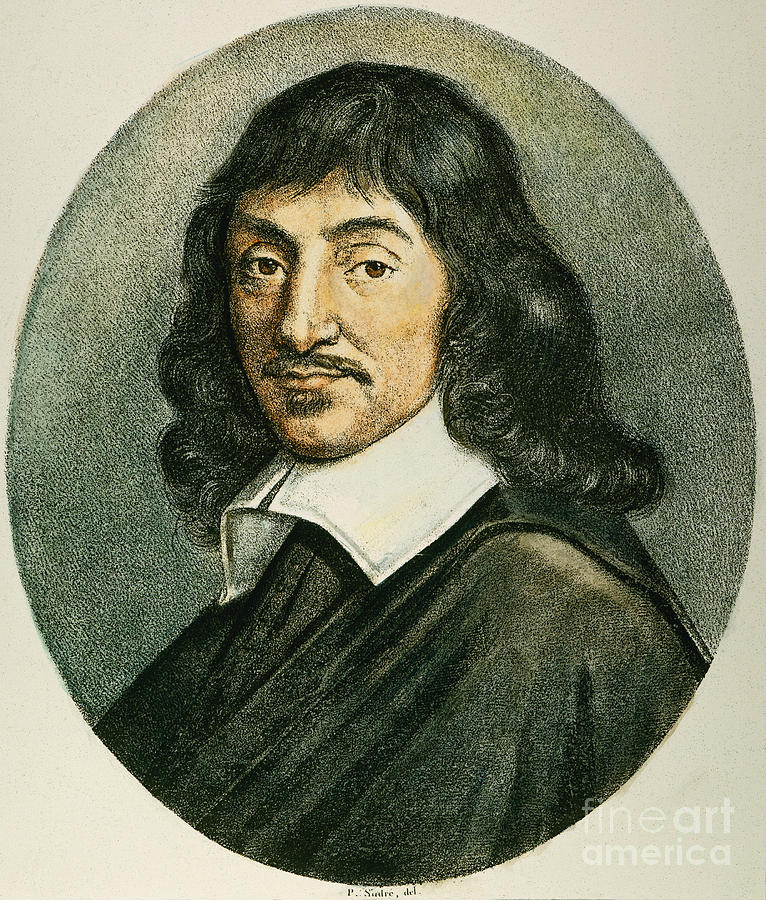
René Descartes, mathématicien, physicien et philosophe français.
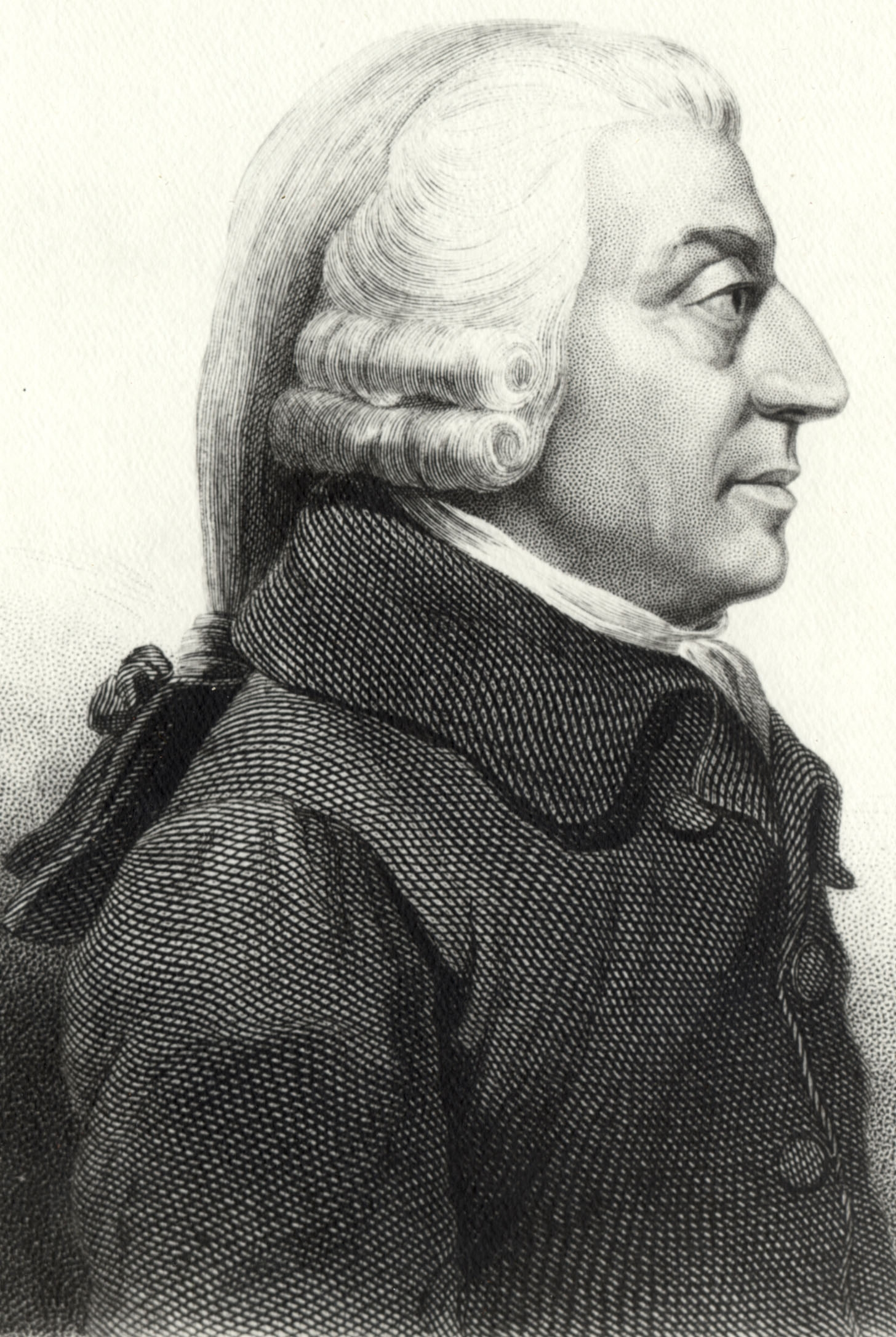
Adam Smith, économiste, président des États-Unis.
Emmanuel Kant, philosophe allemand.
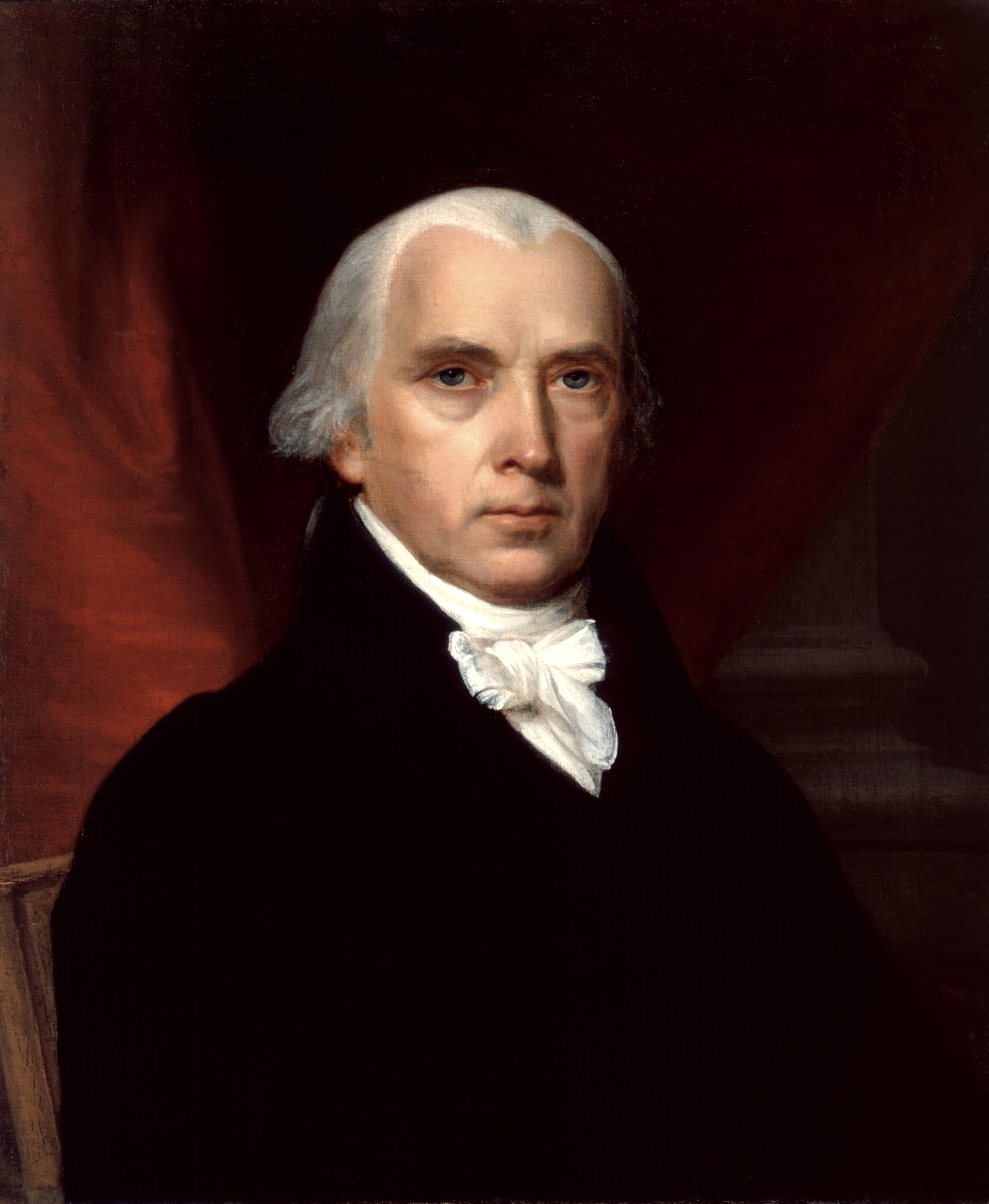
James Madison, président des États-Unis.
Abraham Lincoln, président des États-Unis.
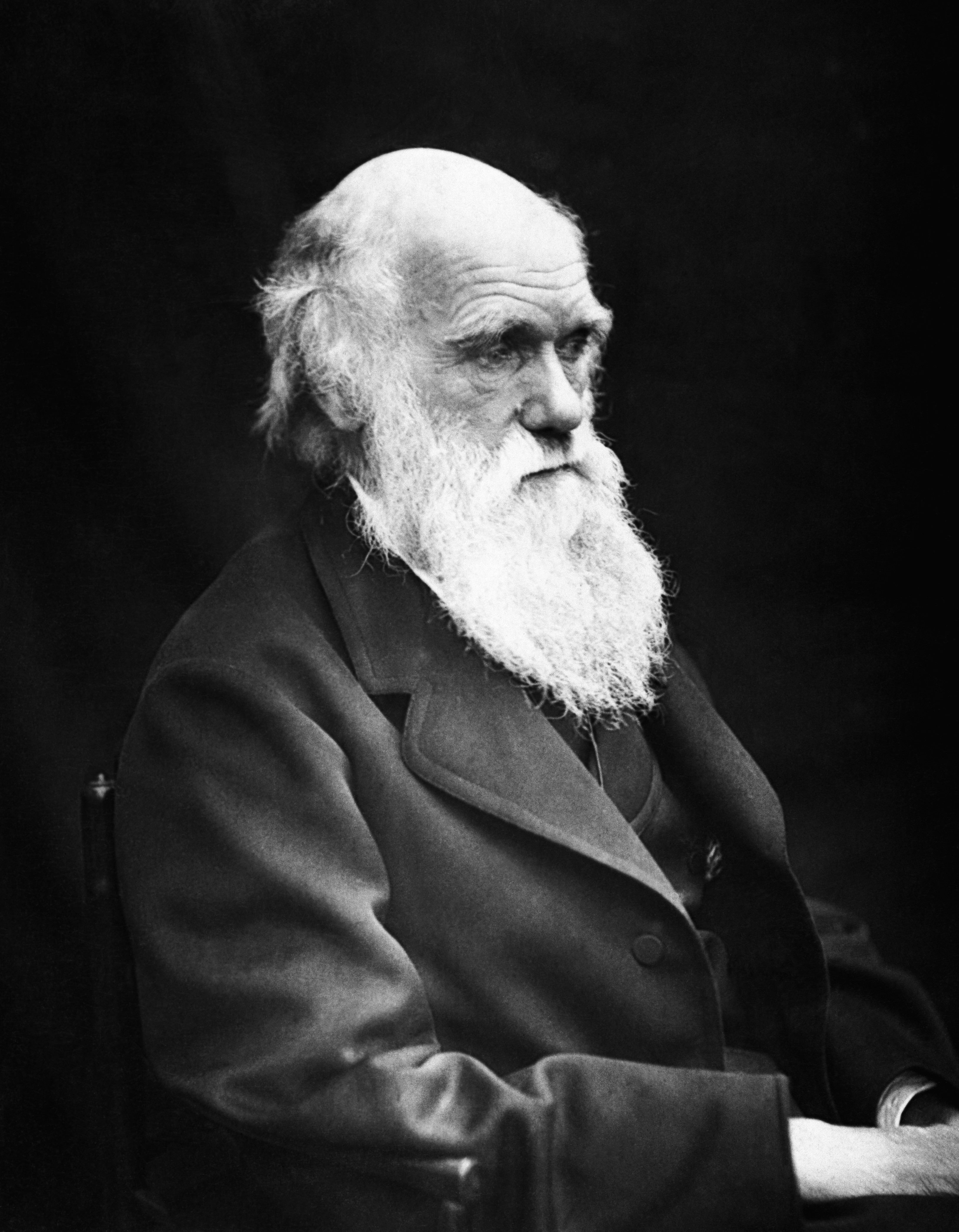
Charles Darwin, biologiste.
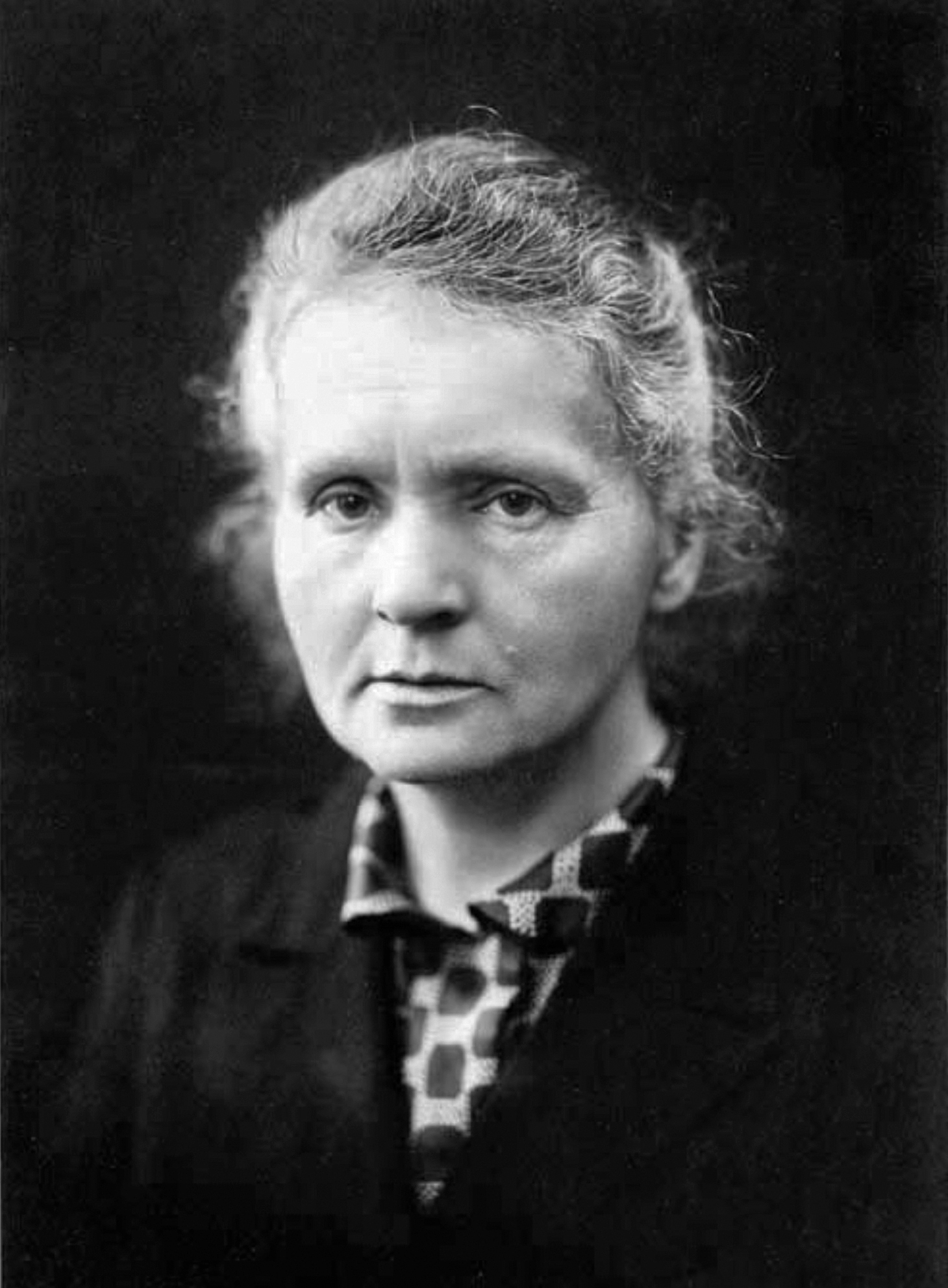
Marie Curie, prix Nobel de physique et de chimie.
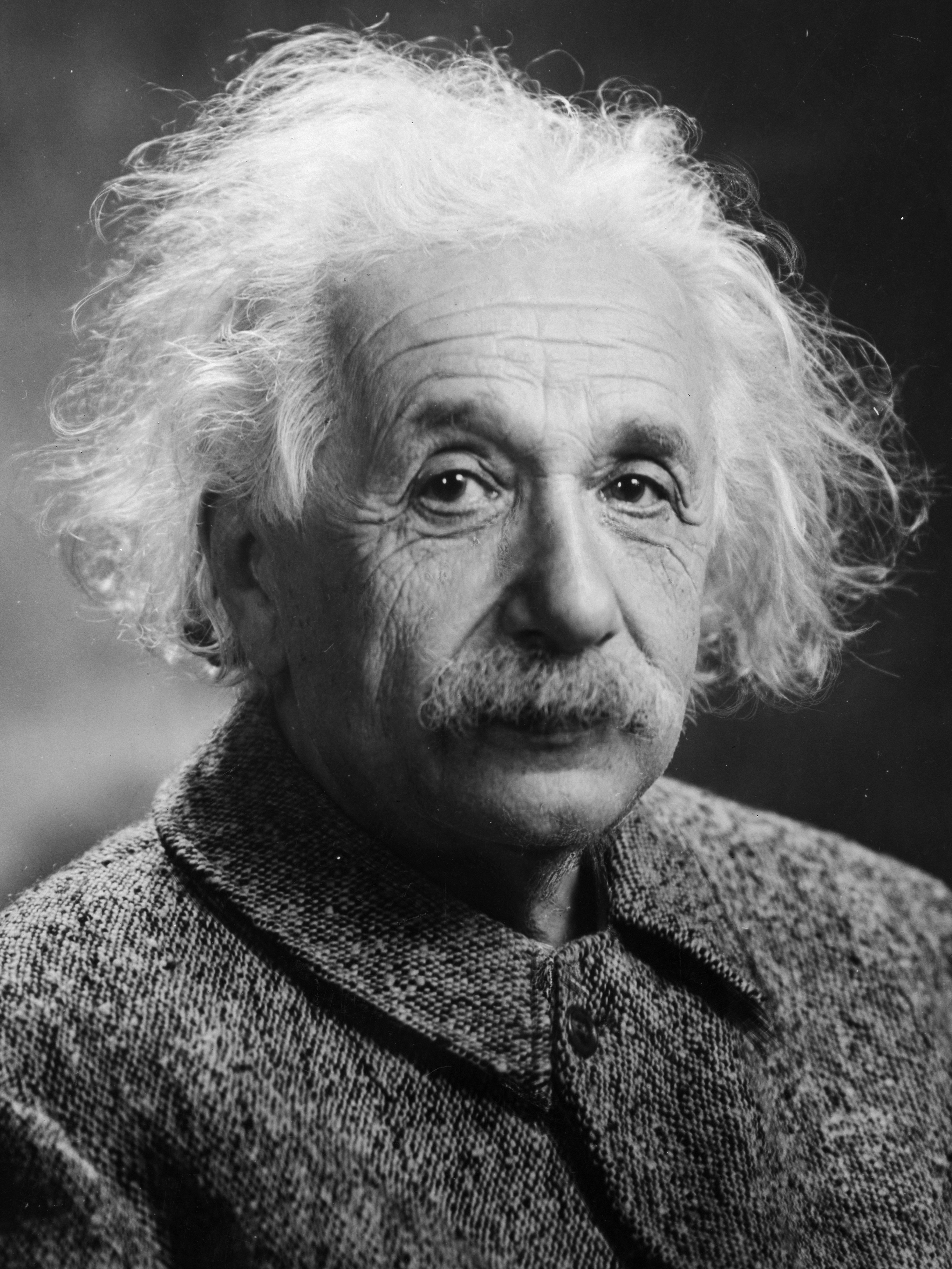
Albert Einstein, physicien, prix Nobel de physique.
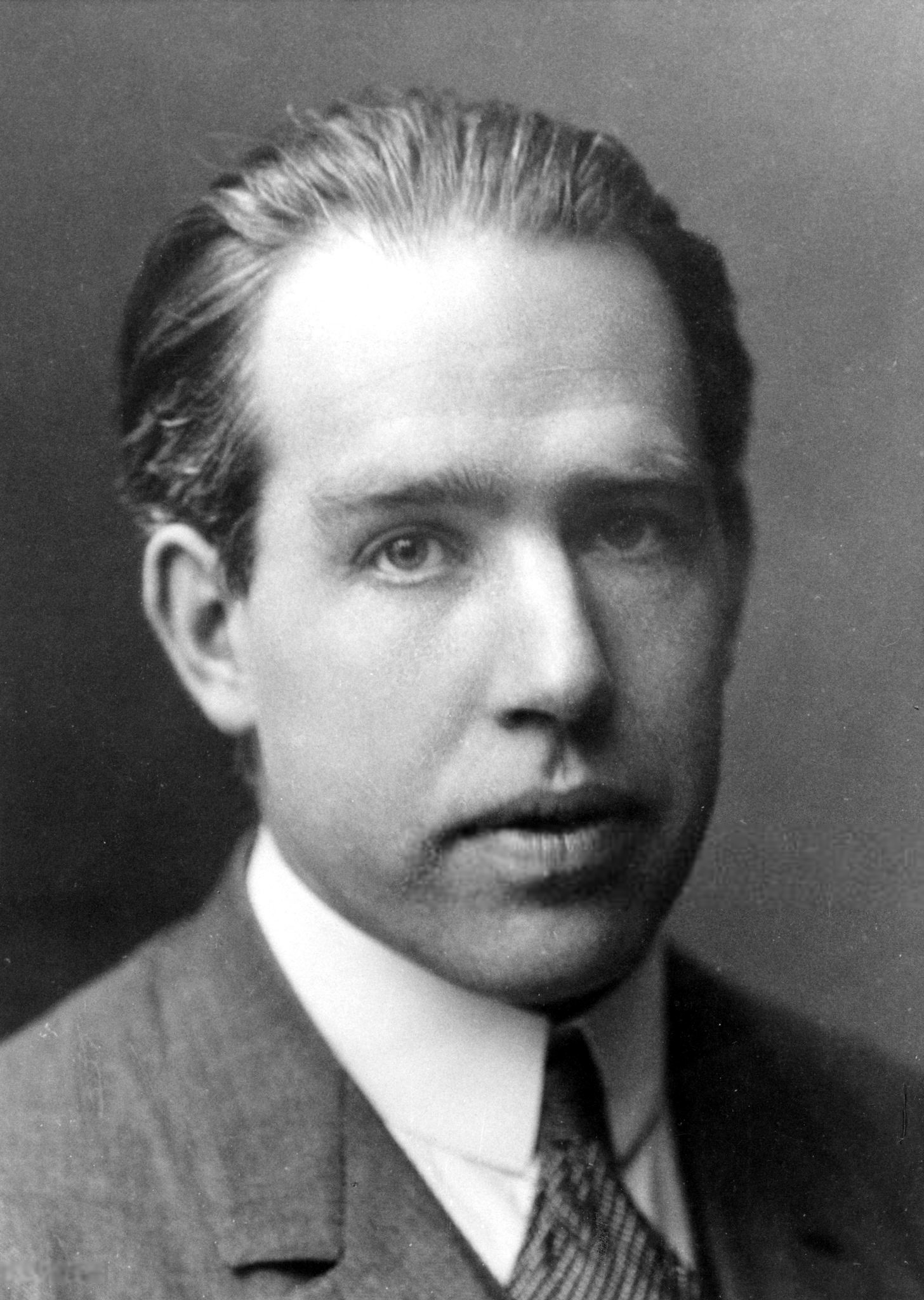
Niels Bohr, physicien danois, prix Nobel de physique.
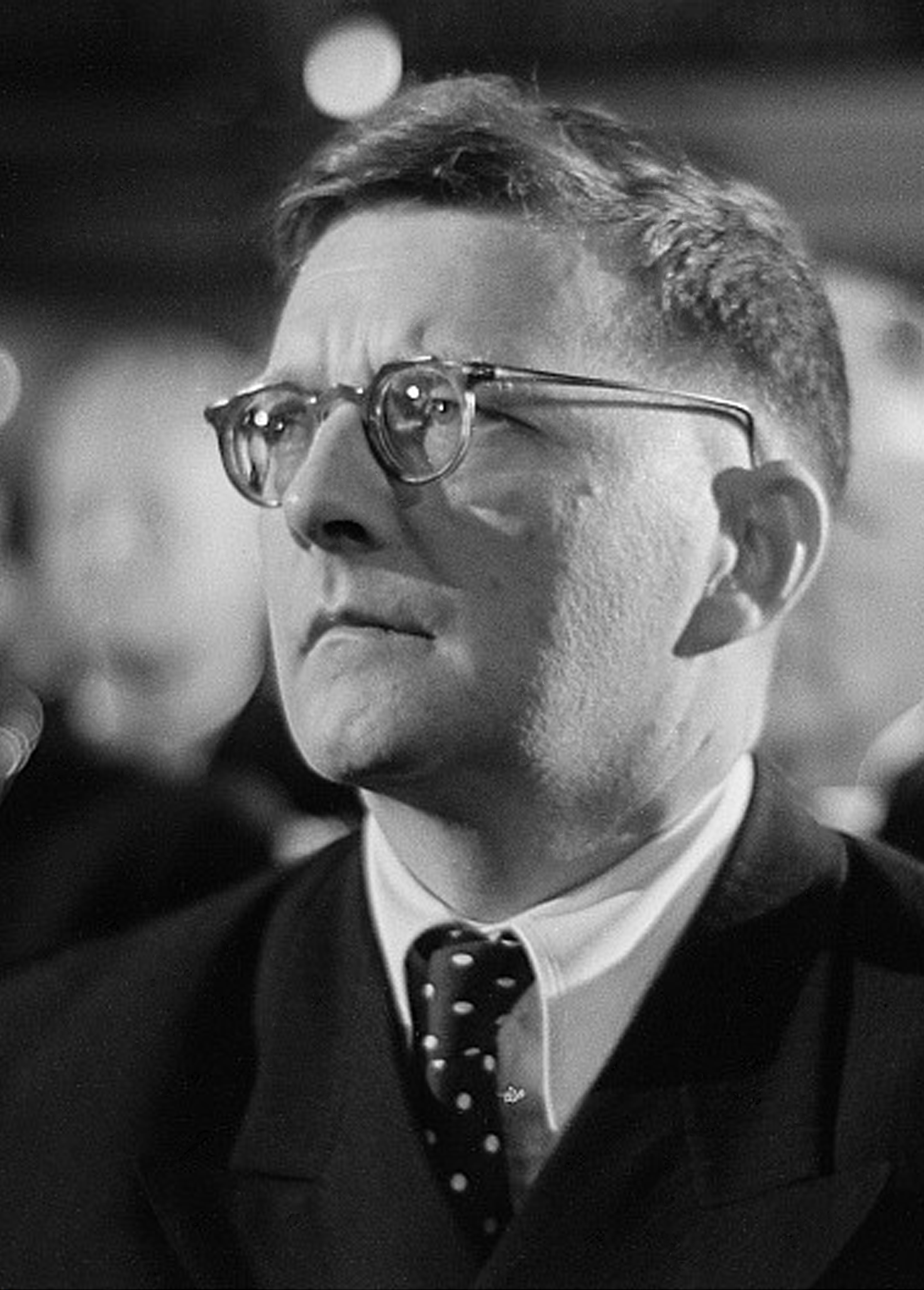
Dmitri Chostakovitch, compositeur soviétique de musique classique.
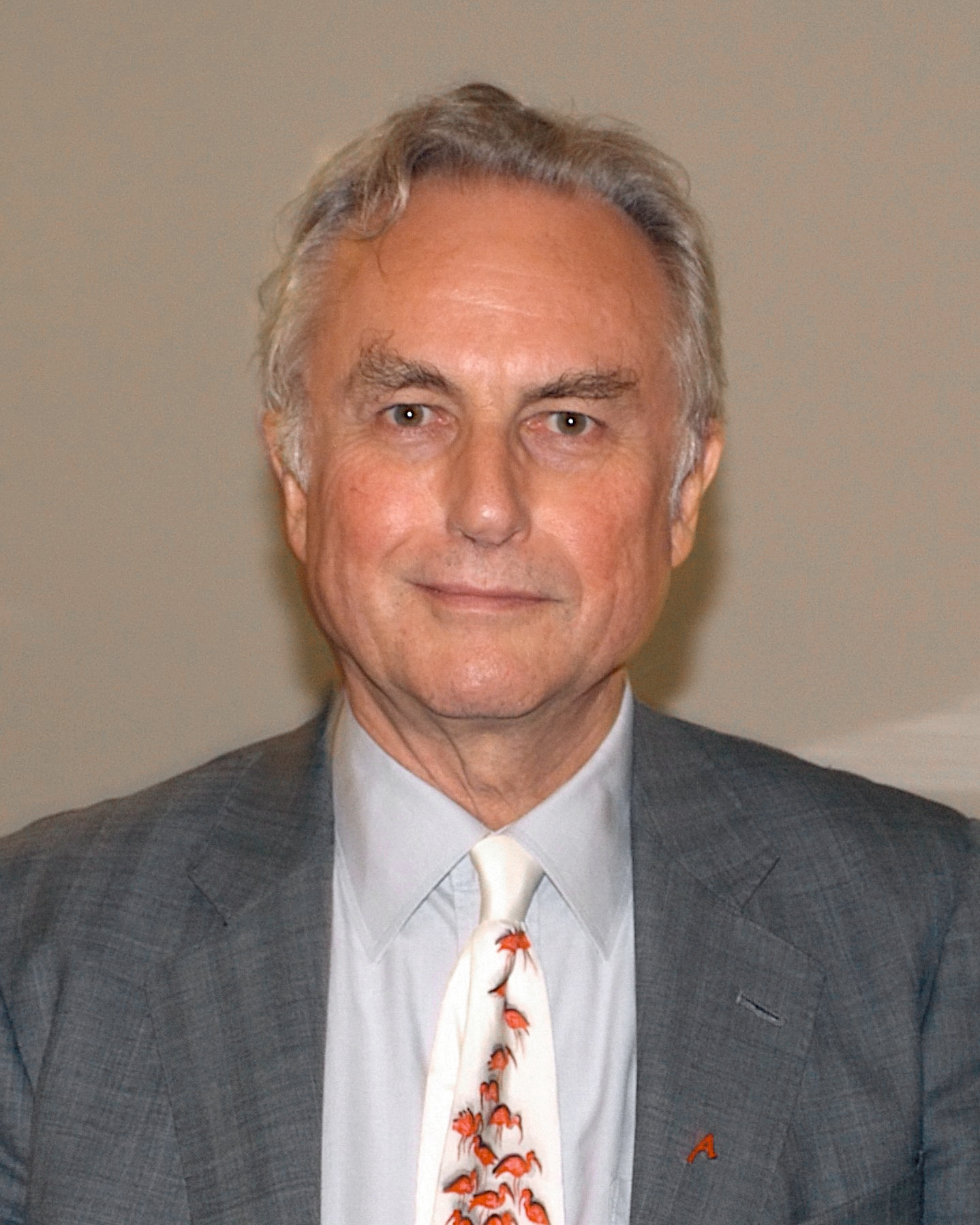
Richard Dawkins, biologiste.
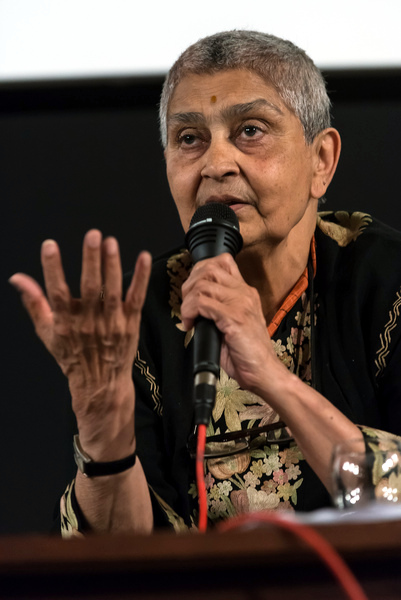
Gayatri Chakravorty Spivak, théoricienne indienne de la littérature postcoloniale.
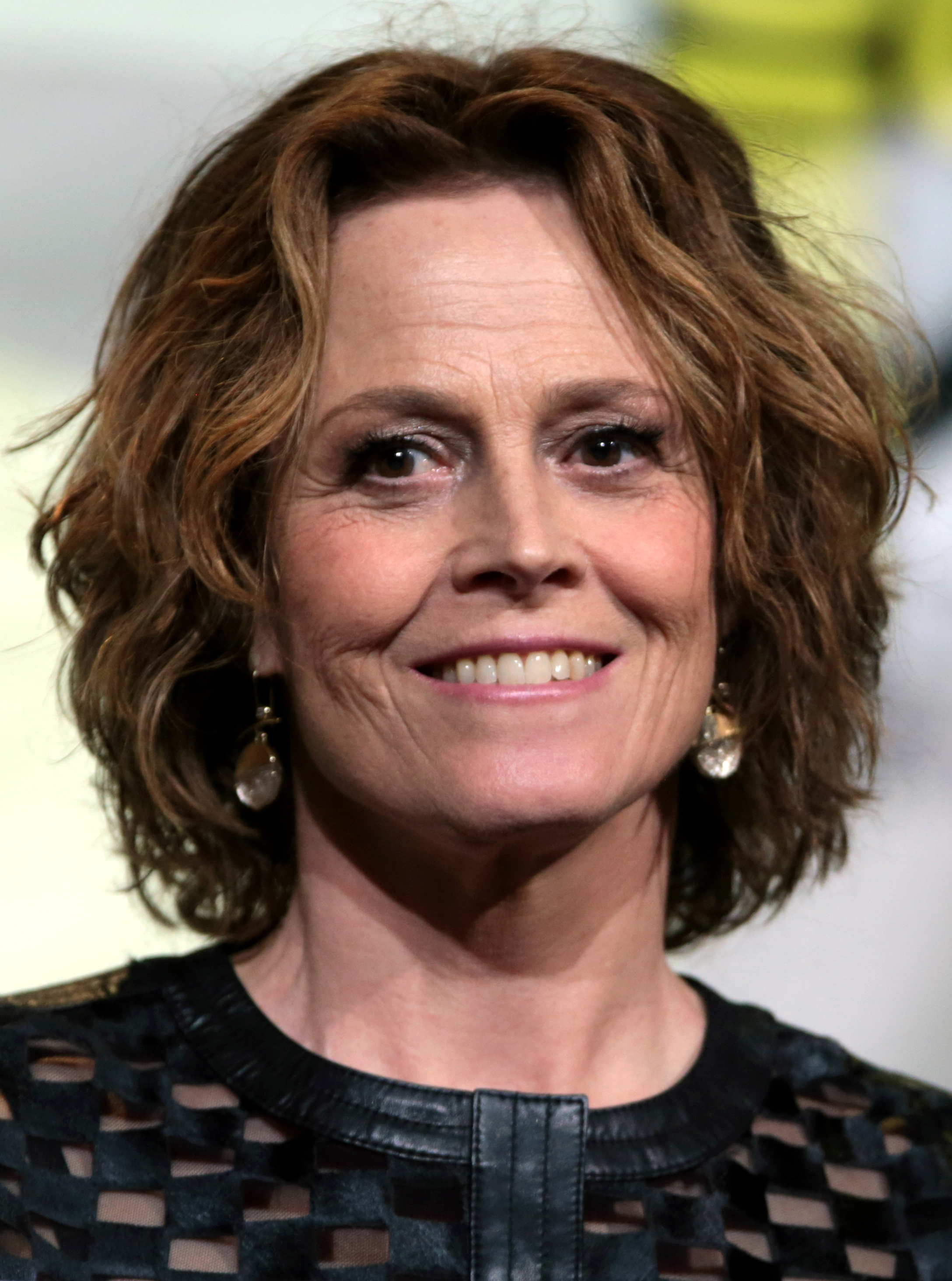
Sigourney Weaver, comédienne américaine.
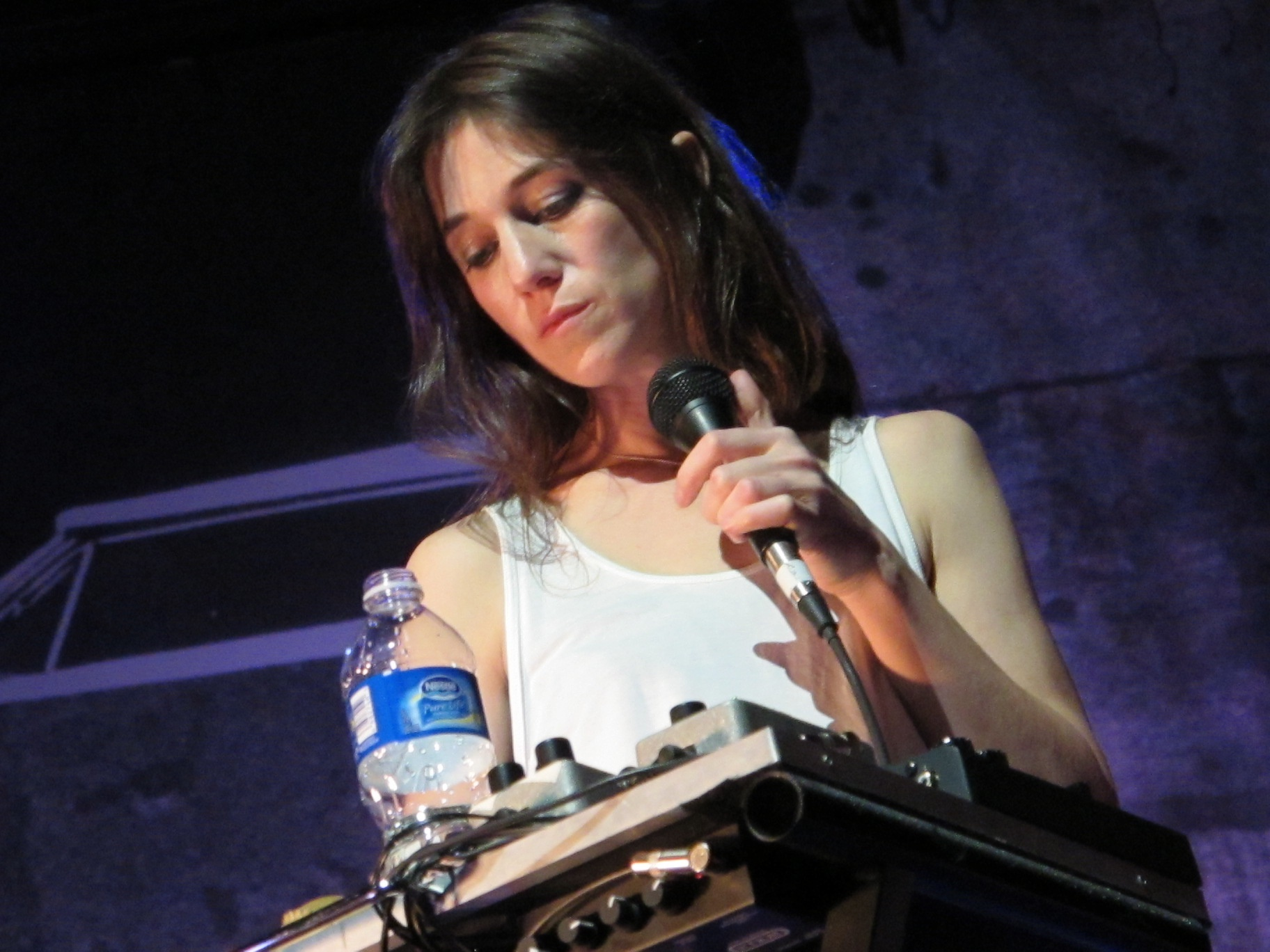
Charlotte Gainsbourg, actrice et chanteuse franco-britannique.
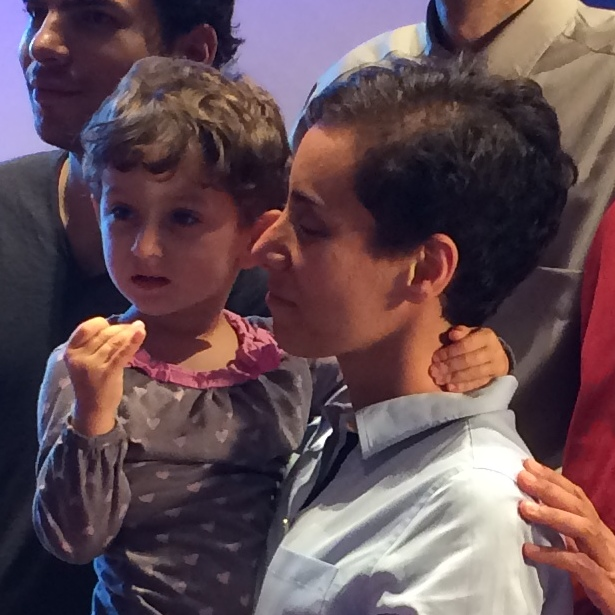
Maryam Mirzakhani, mathématicienne iranienne.